# Léon Branders
 (juin 2022).
Léon Branders, né le 29 juin 1922 à Etterbeek et mort le 22 octobre 2008 à Woluwe-Saint-Lambert, est un pilote belge, aviateur de la Royal Air Force britannique et, ensuite, de la Force aérienne belge. Avec son père, Maurice Branders, sa sœur aînée Marie et ses deux frères cadets, Henri et André, il forme la Belgian fighting family.

## Éléments biographiques
Léon François Marie Branders est le deuxième de six enfants. Ses parents sont Maurice Branders qui a participé à la Première Guerre mondiale en tant qu’officier (1895-1965) et Marie-Louise Magos (1897-1984). Il passe la plus grande partie de son enfance à Wavre, sur les bords de la Dyle. Il étudie au Petit Séminaire Archiépiscopal (maintenant collège) Notre-Dame de Basse-Wavre jusqu’en mai 1940, quand l’Allemagne envahit la Belgique.

### Seconde Guerre mondiale
Répondant aux directives officielles, Léon Branders, accompagné de son frère cadet Henri, rejoint à vélo d’abord un centre de recrutement de l'armée belge à Roulers. C'est le début d'un long périple,,, : la traversée de la France, toujours à vélo, les conduit d’abord jusqu’à Villeneuve-sur-Lot où ils rejoignent leur famille. Ils passent ensuite en Espagne où ils aboutissent au camp de concentration de Miranda ; libérés, ils embarquent ensuite à Lisbonne vers la Grande Bretagne. Inscrits dans les rangs des Forces belges de Grande-Bretagne, Léon et Henri demandent et obtiennent d'être enrôlés dans la Royal Air Force.
Brevetés pilotes en octobre 1943 au Canada, ils reviennent en Europe où ils sont affectés en août 1944 à la 349e escadrille de la Royal Air Force. Ils participent à bord de chasseurs-bombardiers Spitfire IX aux campagnes de France, Belgique, Hollande et Allemagne.
Léon et Henri constituent la « Belgian fighting family »,, avec leur père le général major Maurice Branders, leur sœur aînée Marie (Mimie) Branders engagée dans les Forces armées britanniques, qui sera reconnue première femme belge vétéran, et leur frère cadet André engagé dans la brigade belge Piron, qui participe à la libération de la Belgique,.

### Après la guerre
Léon Branders entame une carrière d'officier aviateur au sein de ce qui deviendra la Force aérienne belge.
En 1947 il épouse Thérèse Francq ; ils auront sept enfants.
Le 30 août 1955, sur deux Republic F-84F Thunderstreak, Léon Branders, commandant de la deuxième escadrille du 2e wing de Florennes et le capitaine aviateur Laloux sont les premiers pilotes belges à passer le mur du son dans l'espace aérien belge à bord d’avions de la Force aérienne belge.
Léon Branders sera ensuite attaché de l’Air à l’Ambassade de Belgique à Washington (1958-1960) puis commandant de la base de Florennes (1960-1963) et élève du Collège de Défense de l’OTAN (1964)
Il est nommé colonel aviateur en 1969 et quitte le service actif en 1976.

## Distinctions
- Commandeur de l'Ordre de Léopold II
- Commandeur de l'Ordre de la Couronne
- Croix de guerre avec deux palmes
- Croix des évadés 1940-1945
- Chevalier de l'Ordre de la Légion d'honneur (France)